# Milovan (okręg Dolj)
Milovan – wieś w Rumunii, w okręgu Dolj, w gminie Pleșoi. W 2011 roku liczyła 397 mieszkańców.